# Uzeldikra longiprocessa
Uzeldikra longiprocessa är en insektsart som beskrevs av Zhang och Kang 2007. Uzeldikra longiprocessa ingår i släktet Uzeldikra och familjen dvärgstritar. Inga underarter finns listade i Catalogue of Life.